# Palacio Borbón
El Palacio Borbón, (en francés: Palais Bourbon) es un palacio gubernamental situado en el séptimo distrito de París, en la orilla izquierda del Sena, frente a la Plaza de la Concordia, cruzando el río. Es la sede de la Asamblea Nacional, la cámara baja del parlamento francés.
El palacio fue construido originalmente en 1722 para Louise-Françoise de Bourbon, duquesa de Borbón, hija legitimada de Luis XIV, como una casa de campo, rodeada de jardines. Fue nacionalizada durante la Revolución Francesa, y en la época del Directorio, de 1795 a 1799, fue el lugar de reunión del Consejo de los Quinientos, la cámara legislativa que elegía a los 5 miembros del Directorio. A partir de 1806, Napoleón Bonaparte añadió una columnata clásica en su acceso por el Sena.
El complejo del Palacio incluye actualmente el Hôtel de Lassay, en el lado oeste del Palais Bourbon, el cual es la residencia oficial del Presidente de la Asamblea Nacional.

## Historia

### Antes de la Revolución Francesa
El palacio fue encargado por Luisa Francisca de Borbón, Mademoiselle de Nantes, duquesa de Borbón, hija legitimada de Luis XIV y de Madame de Montespan, quien contrajo matrimonio con Luis III de Borbón-Condé, duque de Borbón y sexto príncipe de Condé. El edificio, iniciado en 1722 y terminado en 1726, se encuentra en lo que era entonces un barrio en gran parte rural en las afueras de París, que estaba a punto de convertirse en una zona residencial muy de moda, el barrio de Saint-Germain. Hasta ese momento, el área era una zona boscosa popular para los duelos de lucha.
El palacio inicialmente estuvo a cargo del arquitecto italiano Giardini quien contó con la supervisión de Hardouin Mansart. En 1724, el fallecimiento de Giardini dejó el proyecto en manos de Jacques Gabril quien lo concluyó en 1728. Paralelamente, el Marqués de Lassay encargó la construcción de otro palacete situado muy cerca del palacio Borbón, llamado Hôtel de Lassay. Ambas construcciones se unirían posteriormente a través de una galería.
Tanto el Palais Bourbon como el Hôtel de Lassay se diseñaron en estilo italiano, con techos ocultos por balaustradas e invisibles desde la calle. El Palais Bourbon tenía forma de "U" y era paralelo al Sena, con dos alas que encierran un patio. La entrada al patio y al edificio estaba en la calle de la Universidad, tenía un arco adornado, y estaba flanqueada por dos pabellones. El Hôtel de Lassay era rectangular, y de un tamaño más modesto. Los dos edificios tenían fachadas idénticas hacia el Sena. El espacio entre ambos edificios, y entre éstos y el Sena, se cubrió de jardines. Además de las grandes salas de recepción, el interior del palacio Borbón tenía muchos salones pequeños, que podían ser dispuestos para una variedad de propósitos. También tenía una novedad para la época: pasillos, por lo que se podía caminar por todo el edificio sin tener que pasar a través de las habitaciones. Ninguno de los apartamentos originales de la duquesa sobrevive; ya que fueron demolidos en las remodelaciones posteriores.
La duquesa de Borbón murió en 1743, y De Lassay en 1750. Entonces el palacio fue comprado por Luis XV, que parece haber querido incluirlo en el plan de la nueva Plaza Real (actual Plaza de la Concordia), que se construía al otro lado del río. Pero en 1756 lo vendió al nieto de la duquesa, Louis Joseph, príncipe de Condé, que había sido un héroe, en la recién concluida guerra de los siete años. El príncipe decidió transformar la casa de campo en un monumental palacio, en el nuevo estilo renacimiento clásico. Con este fin en mente, en 1768 compró el vecino Hôtel de Lassay, para hacer de ambos edificios uno solo. Un nuevo plan fue elaborado por Marie-Joseph Peyre, cuyo estilo se basaba en estudios arqueológicos de la antigua Roma y Grecia. Varios arquitectos diferentes estuvieron involucrados en el proyecto, incluyendo a Jacques-Germain Soufflot, Bellisard y Charpentier.
En el palacio neoclásico del Príncipe, la entrada de la calle de la Universidad fue reemplazada por una más grande e impresionante, con un arco enmarcado por una galería de columnas. Las dos alas del edificio se extendieron, y se edificó un pabellón con departamentos para uno de los hijos del príncipe. Una abundancia de decoración militar, incluyendo esculturas, escudos y armas, se añadió al vestíbulo, y son todavía visibles. El palacio fue terminado a finales de la década de 1780, muy poco antes que la Revolución Francesa barriera con el antiguo régimen. El príncipe se exilió, y las dos residencias fueron confiscados por el estado, en 1792.

### De la Revolución Francesa al Imperio (1792-1815)
La primera asamblea nacional francesa se reunió sin autorización real el 20 de junio de 1789, en la sala del jeu de paume (Sala del Juego de la Pelota) del Palacio de Versalles. En mayo de 1793 se trasladó al teatro vacío del palacio de las Tullerías, en París. La aristocracia se exilió, y el Palais Bourbon y el Hôtel de Lassay, así como el palacio de Luxemburgo, el Elíseo y el Hôtel Matignon fueron nacionalizados, y se utilizaron para funciones de gobierno. El Palais Bourbon se convirtió en 1794 en la Escuela Central de Obras Públicas, que luego Napoleón convirtió en la Escuela Politécnica, la famosa escuela de ingeniería militar.
Tras los años del terror, de 1793 a 1794, en septiembre de 1795 se adoptó una nueva Constitución, que estableció un parlamento de 2 cámaras, el Consejo de los Quinientos (la futura Asamblea Nacional) y el Consejo de los Ancianos. Al Consejo de los Quinientos se le asignó el Palais Bourbon como su futuro lugar de encuentro. El nuevo gobierno encargó a los arquitectos Jacques-Pierre Gisors y Emmanuel-Cherubin Leconte convertir los edificios a un costado del Sena, en una adecuada sede de sesiones parlamentarias. La cámara que se diseñó tenía en la forma de un hemiciclo, similar a un teatro romano, cubierta con una cúpula, que seguía el modelo del anfiteatro de la Academia de Cirugía, que se encuentra no muy lejos, construido entre 1769 y 1774.
La primera sesión del Consejo tuvo lugar el 21 de enero de 1798, pero se descubrió rápidamente que la acústica de la nueva cámara era pobre. Se hicieron algunos otros cambios al palacio; como un vestíbulo y se añadió una rotonda en el patio. Para conectar el palacio con el Hôtel de Lassay, se construyó una galería de madera.
Dos características del hemiciclo original aún se pueden encontrar en la actual cámara: el escritorio y el sillón del Presidente de la Asamblea, de madera y bronce dorado, diseñado en un estilo clásico romano, por Jacques-Louis David; y el bajorrelieve detrás de la tribuna (lugar desde el cual el orador se dirige a la asamblea), en mármol blanco enmarcado en mármol oscuro, que tiene dos figuras femeninas aladas, como alegorías de la historia y la fama. La fama está anunciando las leyes con una larga trompeta, mientras que la historia las está inscribiendo en una tabla. En el centro hay un busto de Marianne, símbolo de la República, bajo el cual está un medallón del dios romano Jano, cuyas dos caras ilustran el lema de que la experiencia del pasado predice el futuro. La construcción de la Cámara modificó drásticamente el edificio, ya que el techo debió ser elevado muy por encima de la antigua fachada. Además, con ello el edificio quedó fuera de alineación con el largo eje compuesto por la Iglesia de la Madeleine, la Plaza de la Concordia y el puente de la Concordia.
El Consejo de los Quinientos comenzó a reunirse en su nueva sede, el 21 de enero de 1798, fecha elegida porque era el aniversario de la ejecución de la "último tirano", Luis XVI. Los miembros llegaron vestidos con togas romanas y gorras, a la manera clásica. Los nuevos representantes encontraron que la Cámara tenía poca ventilación, se calentaba difícilmente en invierno, y la mala acústica hacía difícil escuchar a los oradores. Pero todo esto al final poco importó, porque el 8 de noviembre de 1799, Napoleón dio un golpe de Estado, tomó el poder, e hizo aprobar una Constitución con una nueva legislatura, el Cuerpo Legislativo (de 300 miembros), cuya únicas funciones eran escuchar el discurso anual del Primer Cónsul (Napoleón), y aprobar o rechazar -sin debate- las leyes propuestas por el Consejo de Estado, y debatidas por otro cuerpo nuevo, el Tribunado (integrado por 100 Tribunos), que sólo podía discutir -sin votar- las leyes.
Aunque Napoleón dio al nuevo Cuerpo Legislativo poco poder, en cambio dio grandeza a su sede. En 1806 inició la construcción de una nueva fachada hacia el Sena, para alinearse y coincidir con la del Templo de la Gloria (actualmente, Iglesia de la Madeleine), que Napoleón estaba construyendo al final de la Rue Royale, al norte de la Plaza de la Concordia. La nueva fachada neoclásica, diseñada por el arquitecto Bernard Poyet, tenía 12 columnas corintias, en un estilo completamente diferente del palacio estilo italiano del siglo XVIII, que estaba detrás de ella, pero era lo suficientemente alta como para ser visible desde la plaza de la Concordia y fue correctamente alineada para ser visible desde la Madeleine. El frontón original de la fachada tenía bajorrelieves del escultor Antoine-Denis Chaudet, mostrando la apertura del Cuerpo Legislativo en 1806; con Napoleón a caballo mientras ofrecía a los miembros de la Legislatura las banderas que habían sido capturados a los austriacos en la batalla de Austerlitz, y la inscripción: "Para Napoleón I el Grande - el Cuerpo Legislativo".
En 1810 se colocaron delante de la fachada del Sena estatuas de las diosas griegas Themis, encarnación del orden, las leyes y las costumbres; y Atenea, el símbolo de la sabiduría. También su ubicaron estatuas de famosos ministros de la realeza francesa, como Maximiliano de Béthune, duque de Sully, Jean-Baptiste Colbert, y Henri François d'Aguesseau. Bernard Poyet hizo otras modificaciones importantes en el interior: agregó dos salones, la Sala de Guardias y el Salón del Emperador, este último diseñado para el uso de Napoleón durante sus raras visitas al edificio. Ambas habitaciones conservan gran parte de su decoración original.

### Restauración y Monarquía de Julio (1815-1848)
Después de la caída de Napoleón en 1815, la Dinastía Borbón fue restaurada bajo Luis XVIII, quien conservó algunas de las instituciones constitucionales iniciadas durante la Revolución. El nuevo gobierno, como el Directorio, contó con un Parlamento de 2 cámaras, la Cámara de Diputados y Cámara de los Pares. El Palacio Borbón fue devuelto formalmente a su aristocrático propietario, el príncipe de Condé, que había regresado del exilio. Sin embargo, el edificio había sido tan modificado que era imposible utilizarlo como residencia; el Príncipe alquiló una gran parte del palacio a la nueva Cámara de Diputados. La primera modificación introducida por el nuevo gobierno, en julio de 1815, sólo un mes después de la derrota final de Napoleón en Waterloo, fue borrar la dedicatoria a Napoleón, los bajorrelieves y las numerosas Ns y águilas que habían sido talladas en las fachadas. El bajorrelieve de Napoleón, fue reemplazado por otro en yeso, de Alexandre-Evariste Fragonard, representando a Luis XVIII mientras firma la Carta de 1814, el documento de fundación del nuevo régimen. La Cámara de Diputados continuó alquilando el espacio hasta 1827, cuando finalmente compró el edificio a la heredera del príncipe de Condé, por 5 250 000 francos.
Para entonces, la sala de reuniones estaba en condiciones deplorables, por lo cual la Cámara resolvió una renovación importante. El arquitecto Jules de Joly (1788-1865), que había sido el arquitecto oficial de la Cámara desde 1821, fue seleccionado para la tarea. El arquitecto propuso cuatro posibles nuevas formas de la sala; una elipse, un rectángulo, un octógono y el hemiciclo, pero la Cámara decidió mantener el hemiciclo original. De Joly también rediseñó los tres salones que daban al patio de honor. El plan fue presentado en enero de 1828, aprobado en abril de 1829, y la primera piedra colocada el 4 de noviembre de 1829. Más de trescientos trabajadores laboraron en el proyecto, uno de los más grandes realizados en París durante la Restauración. El trabajo continuó, a pesar de la Revolución de 1830, que provocó la caída definitiva de los Borbones. El nuevo Rey, Luis Felipe I de Francia, prestó juramento como monarca constitucional, ante la Cámara de Diputados, en su lugar de reunión temporal. El nuevo interior se completó en septiembre de 1832, y fue formalmente inaugurado por el nuevo Rey el 19 de noviembre de 1832. Un segundo proyecto, de construcción de una biblioteca, se había comenzado en abril de 1831.
La sala de sesiones de los Diputados mantuvo la misma forma de hemiciclo, pero su piso fue rebajado, con lo cual se obtuvo una mayor altura hasta el techo, y una mayor elevación de la tribuna y la silla del Presidente. Se agregaron una columnata y balcones para el público, detrás de los escaños; y tras la presidencia y la tribuna se construyó un arco de triunfo, dando la apariencia de un escenario teatral. El panel central, por encima y detrás de la presidencia y la tribuna, fue ocupada por una gran pintura del Rey Luis Felipe prestando juramento ante la Cámara. A ambos lados se ubicaron nichos con estatuas de la "Libertad" y el "Orden Público", de Pradet. Sobre las 4 columnas del arco, se ubicaron estatuas que representan la fuerza, la justicia, la prudencia y la elocuencia.
El plan de Joly también modificó los accesos al edificio. Bajo Napoleón, la entrada principal, por la cual el Emperador ingresaba para su discurso anual, estaba en el Sena, bajo la gran columnata. Con el nuevo plan, la entrada principal se dispuso en el patio de honor, donde una delegación de diputados se reunía con el nuevo monarca, Luis Felipe, cuando llegaba cada año para abrir las sesiones. Para dar a esta entrada mayor prominencia, Joly construyó un pórtico neoclásico, con cuatro columnas corintias, siguiendo el modelo del antiguo templo romano de Júpiter Estátor. Las reformas de Joly aumentaron considerablemente el espacio interior del edificio, con la adición de tres nuevos salones (actualmente los salones Delacroix, Casimir-Pierier, y Abel-de-Pujol). Además, hizo posible pasar de un ala del Palacio a la otra, sin tener que cruzar un patio o pasar a través del hemiciclo.
En 1837 se iniciaron los trabajos para terminar la decoración exterior, sobre todo en la fachada frente al Sena. El original de tres bajorrelieves se habían eliminado con la caída del Imperio, y no fueron sustituidos; pero dos nuevas obras reemplazaron a los bajorrelieves napoleónicos; Prometeo animación de las artes de François Rude y Educación Pública, de James Pradier. El bajorrelieve en el frontón, que había representado originalmente Napoleón llevando las banderas de Austerlitz a la Asamblea, fue sustituido por un nuevo trabajo de Corton, titulado "Francia con el apoyo de la Fuerza y de Justicia". Para el pórtico de entrada al Patio de Honor, Joly encargó dos estatuas a Gayard; tituladas "Francia" y "Libertad". Estas estatuas no se instalaron hasta 1860, bajo Napoleón III, cuando se les dio nuevos nombres; "Fuerza" y "Francia deposita de su voto en la urna de votación".
El ministro del Interior de Luis Felipe, y futuro Presidente de Francia, Adolphe Thiers, supervisó la decoración interior de la Cámara de Diputados. Se seleccionó un pintor joven y prometedor, Eugene Delacroix, de sólo 25 años, para pintar murales en el Salón del Rey (Salon du Roi), aunque el Rey Luis Felipe, de hecho detestaba el estilo de Delacroix. Entre 1833 y 1838 Delacroix creó una serie de figuras alegóricas que representan la Justicia, la Verdad, la Prudencia, la Guerra, la Industria y la Agricultura. Estos murales se conservan en lo que ahora se llama Salón Delacroix. Otro salón, conocido como el Salón de la Paz o salón de los pasos perdidos, fue decorado con alegorías de Horace Vernet, que ilustran dos temas importantes a Luis Felipe; la Paz en Europa y la expansión del comercio y la industria. Mostraban barcos franceses que llevaban mercancías de las nuevas colonias francesas en África, barcos en el puerto de Marsella, las fábricas textiles de Lyon, y una locomotora de las nuevas vías férreas. Un tercer salón fue pintado por Abel de Pujol, quien pintó escenas de la historia de los gobiernos de Francia, desde Carlomagno a Louis-Philippe.
El proyecto de remodelación incluía una nueva biblioteca, en el lado este del palacio. El estilo era muy clásico, y se parecía a las antiguas termas romanas; cinco cúpulas apoyadas en pilares, a través de una galería cerrada por dos semi-cúpulas. La iluminación provenía de una innovación reciente: claraboyas, la cual se copió más tarde en la nueva Biblioteca Nacional de Francia. Eugene Delacroix fue el encargado de pintar el interior, un proyecto que duró de 1838 a 1846. Con el apoyo de un equipo de asistentes, Delacroix pintó las cinco cúpulas y los dos semi-cúpulas de la biblioteca con una serie de pinturas alegóricas sobre la filosofía, la historia natural, la legislación, la elocuencia, la literatura, la poesía y la teología; un panorama de todos los aspectos de la civilización.
A pesar de las obras, la Cámara de Diputados aún estaba desesperadamente escasa de espacio para reuniones y oficinas. Su presidente vivía lejos del Palacio, primero en la rue de Lille, y después en la Place Vendôme. La corporación adquirió el Hôtel de Lassay en 1843. Joly, una vez más fue el arquitecto escogido para reformar el edificio; su plan ahora fue diferente y se dirigió a restaurar, en lo posible, el estilo italiano original, tanto dentro como fuera. El resultado es un edificio más íntimo y elegante que su vecino neoclásico. El trabajo se inició en 1845, y casi había terminado cuando en 1848 una nueva Revolución estalló. Después de días de agitación y lucha, el Rey abdicó y se fue de Francia, y la Cámara de Diputados elegida en 1846 fue disuelta, iniciando el camino de la Segunda República Francesa.

### La Segunda República y el Segundo Imperio (1848-1870)
Después de la revolución de febrero de 1848, Francia y su legislatura entraron en un período turbulento. La enorme pintura de Luis Felipe, prestando juramento ante la nación, sobre la tribuna de la Cámara de Diputados, fue bajada, y sustituida por un gobelino, con la pintura de Rafael, la "Escuela de Atenas", hecho en 1683-88. A través de voto universal y directo se eligió una Asamblea Constituyente, que se reunió por primera vez en una sede temporal que se construyó en el jardín del Palacio Borbón (dado el gran número de diputados electos), donde el 4 de mayo la Segunda República Francesa fue proclamada. La Constitución de 1848 estableció un Parlamento unicameral de 750 diputados. Junto a ella, fue elegido por sufragio universal y directo, como presidente, Luis Napoleón Bonaparte, sobrino del emperador. El 2 de diciembre de 1851, cuando la Asamblea que se negó a cambiar la Constitución para permitirle presentarse a un segundo mandato, Luis Napoleón dio un golpe de Estado, tomó el poder, y se proclamó emperador Napoleón III Bonaparte, poniendo fin a la Segunda República. Los Diputados de oposición fueron detenidos y exiliados.
A partir de 1852 el Parlamento se compuso del Senado y el "Cuerpo Legislativo", el cual siguió reuniéndose en el Palacio Borbón, pero tuvo nula influencia sobre el Emperador o su gobierno. Por ejemplo, a los diputados no se les permitía hablar desde la tribuna, sino desde su escaño. Desde 1860, el Emperador liberalizó el régimen, dando a los diputados una mayor influencia, las libertades de expresión y de prensa se restablecieron, y los debates se reanudaron en el Palacio. En 1870, el Cuerpo Legislativo votó con entusiasmo patriótico la guerra con Prusia, a pesar de la oposición de algunas personalidades, incluyendo a Adolphe Thiers, pero en cuestión de semanas el ejército francés fue derrotado, el Emperador fue capturado, y el 2-3 de septiembre fue abolido el Imperio.

### La Tercera República (1871-1940)
Después de la derrota en Sedán, se formó un gobierno provisional por los líderes del Parlamento, que trató de continuar la guerra, pero París fue rápidamente rodeado por los alemanes. El líder del gobierno provisional, Léon Gambetta, tuvo que huir de la capital en globo. El Palacio Borbón fue abandonado como sede parlamentaria. La Asamblea se trasladó primero a Burdeos y después a Versalles. La Comuna de París tomó el poder en la ciudad, en marzo de 1871, pero en mayo fue disuelta por el ejército francés. El Palacio Borbón escapó a la destrucción a que fueron sometidos otros palacios, como el palacio Imperial de las Tullerías, el Hôtel de Ville, el Palacio de Justicia, Consejo de Estado y otros edificios del gobierno, que fueron incendiados en los últimos días de la Comuna. La Asamblea permaneció en Versalles, como Cámara de Diputados, hasta el 27 de noviembre de 1879.
La nueva Asamblea de la Tercera República fue considerablemente mayor que la de los primeros gobiernos, con 531 diputados, frente a los 260 que existían bajo el Segundo Imperio. El nuevo presidente de la Cámara, Léon Gambetta, inició estudios para ampliar el espacio de reunión. Una larga serie de planes se consideraron entre 1879 y 1913, pero ninguno fue aprobado.
Durante la Tercera República Francesa, el Palacio Borbón fue la sede de la principal institución del Estado francés. La Cámara, junto al Senado, elegían al Presidente de Francia, y controlaba la acción del gobierno, sus finanzas y la política exterior. Sus miembros se dividían en monárquicos constitucionales y conservadores, que se sentaban a la derecha de la cámara, vista desde la presidencia; y los republicanos moderados, radicales y socialistas, que se sentaban a la izquierda. La cámara vio muchos debates elocuentes entre los líderes de los partidos, y en ocasiones vivió gran agitación. En 1898, durante el caso Dreyfus, el líder socialista Jean Jaurés fue golpeado por un diputado monárquico, mientras daba un discurso en la Cámara; y una bomba, colocada por un anarquista, explotó en la galería en 1890. La Asamblea declaró la guerra en 1914 y celebró la victoria en 1918, pero estuvo gravemente dividida en los años 1930 y fue incapaz de manejar la crisis económica, o de preparar al país para de la Segunda Guerra Mundial.

### Segunda Guerra Mundial IV y V República
En junio de 1940, cuando el ejército alemán se acercó a la capital, el gobierno y la Cámara abandonaron París y se trasladaron primero a Tours, a continuación a Burdeos, y luego a Vichy, bajo la dirección de Pétain. Los alemanes utilizaron el Palacio Borbón como tribunal militar para la Luftwaffe, y para albergar la oficina francesa que enviaba a trabajadores a las fábricas en Alemania. Carteles de propaganda alemanas decoraban la fachada del palacio hacia el Sena. Durante la liberación de París en agosto de 1944, partes del Palacio fueron gravemente dañadas. Un incendio en la biblioteca, iniciado por los combates, destruyó 20 000 libros. Philippe de Gaulle, el hijo de Charles de Gaulle, fue enviado desde la estación de Montparnasse, el 25 de agosto de 1944, con órdenes para los soldados alemanes atrincherados dentro del Palacio Borbón para rendirse. A pesar del riesgo de perder la vida, solo y desarmado, negoció su rendición.
La Cuarta República Francesa se inició al aprobarse la Constitución de 1946, y trajo una nueva tecnología para el Palacio, como los primeros micrófonos para los oradores. Sin embargo, la Asamblea Nacional contó con un gran número de partidos políticos y coaliciones inestables, que con frecuencia se derrumbaban. La crisis argelina de 1958 le puso fin. La aprobación de una nueva Constitución, en diciembre de 1958, dio inicio a la Quinta República Francesa, que todavía rige en la actualidad

## Decoración

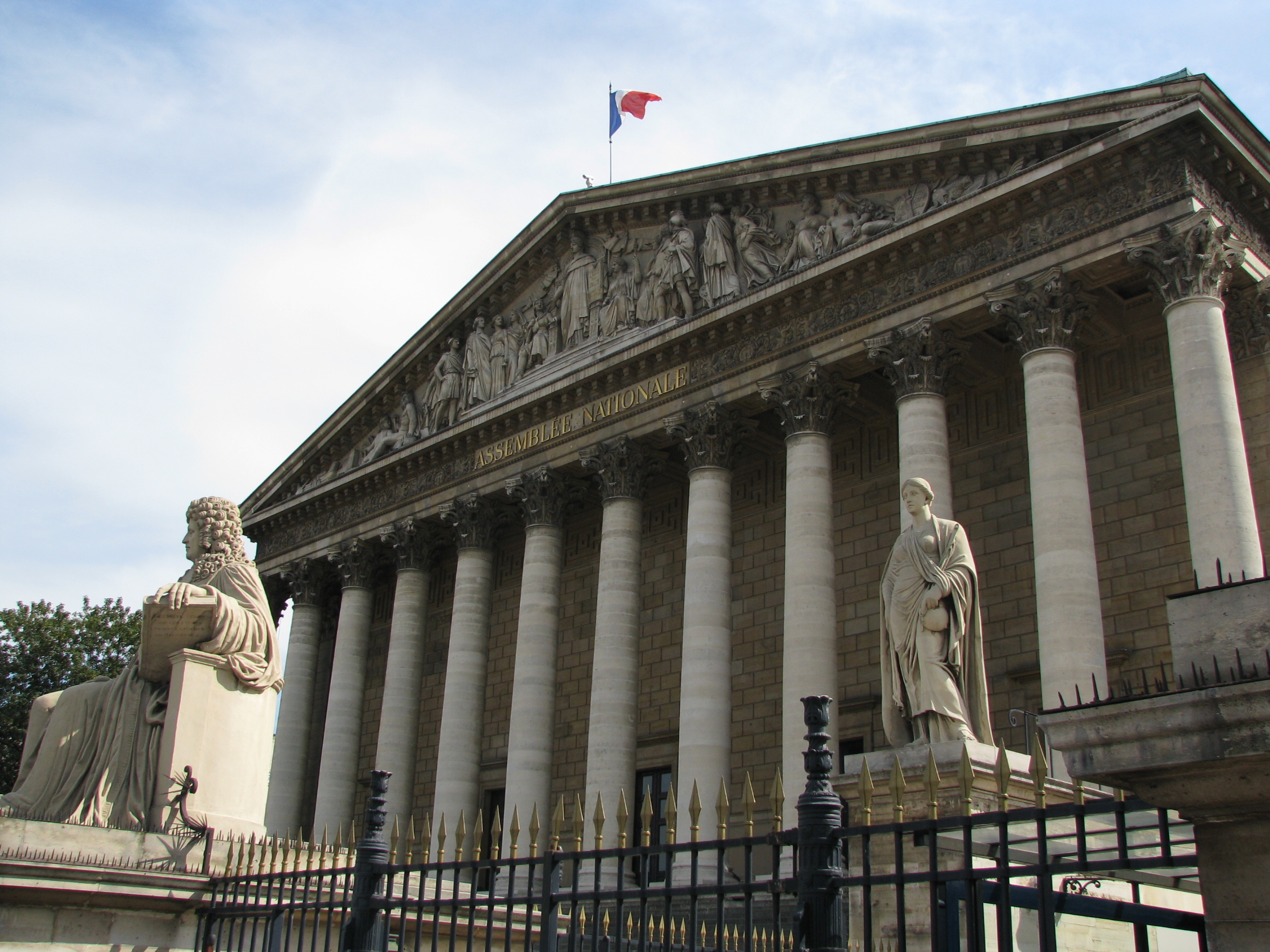
Vista de las esculturas del palacio.

Fue Napoleón Bonaparte quien siguiendo los planos diseñados por Bernard Poyet decidió modificar entre 1806 y 1810 la fachada norte del palacio para darle el aspecto que hoy la caracteriza. Se elevaron así, las doce columnas griegas (de orden corintio) de la entrada principal, en un diseño que recuerda mucho a la cercana Iglesia de la Madeleine. Antoine Chaudet, por su parte, es quien se encargó del imponente frontón alegórico que representaba inicialmente a Napoleón I a caballo ofreciendo a los cuerpos legislativos las banderas conquistadas en Austerlitz. Restaurada la monarquía, los bajo relieves son sustituidos por una escena que magnifica el texto constitucional otorgado por Luis XVIII a los franceses y que realiza Évariste Fragonard. Hay que esperar a la Monarquía de Julio para que el frontón adopte su diseño actual, en ella una alegoría de Francia, con ropajes de la antigüedad se muestra de pie, frente a su trono acompañada de la Fuerza y de la Justicia incitando a la élite a legislar. Jean-Pierre Cortot es el autor de esta última versión.
Al pie de la escalinata aparecen cuatro estatuas más que representan a:
- Maximilien de Béthune (el reformista, de Pierre-Nicolas Beauvallet)
- Jean-Baptiste Colbert (el economista, de Jacques-Edme Dumont)
- Henri François d'Aguesseau (el unificador del Derecho y de la jurisprudencia,de Jean Joseph Foucou)
- Michel de L'Hospital (el conciliador, de Louis Pierre Deseine)

La decoración se completa con obras claramente relacionadas con la mitología grecorromana, así, a cada lado de la escalinata se encuentran dos estatuas de Atenea (diosa de la sabiduría y asociada a la democracia ateniense) obra de Philippe-Laurent Roland y otra de Temis (titánide que simboliza la Justicia) obra de Jean-Antoine Houdon. A esto hay que unirle dos bajorrelieves que ornan cada lado de la fachada y que representan a Prometeo (de François Rude) y de nuevo a Atenea (de James Pradier)
A la ocasión de la celebración del bicentenario de la Revolución Francesa, en 1989, las columnas fueron restauradas y las cuatro esculturas sustituidas por moldes.